# Lista światowego dziedzictwa UNESCO w Bahrajnie
Lista światowego dziedzictwa UNESCO w Bahrajnie – lista miejsc w Bahrajnie wpisanych na listę światowego dziedzictwa UNESCO. Obecnie (stan na sierpień 2020 roku) na liście znajdują się 3 miejsca (wszystkie są obiektami dziedzictwa kulturowego). Na liście oczekujących na nominację znajduje się zaś 6 obiektów (5 dziedzictwa kulturowego i 1 dziedzictwa przyrodniczego).

## Obiekty wpisane na listę światowego dziedzictwa UNESCO
| # | Obiekt | Zdjęcie | Lokalizacja                          | Typ (wraz z kryteriami) | Obszar (w ha) | Rok  | Nr ref. |
| - | --- | ------- | ------------------------------------ | ----------------------- | ------------- | ---- | ------- |
| 1 | Kalat al-Bahrajn – starożytny port i stolica Dilmunu Qal’at al-Bahrain – Ancient Harbour and Capital of Dilmun |         | Kalat al-Bahrajn, Muhafazat al-Asima | Kulturowe (ii, iii, iv) | —             | 2005 |         |
| 2 | Miejsca związane z połowem pereł jako świadectwo gospodarki wyspowej Pearling, Testimony of an Island Economy  |         | Al-Muharrak, Muhafazat al-Muharrak   | Kulturowe (iii)         | —             | 2012 |         |
| 3 | Groby tumulusowe kultury Dilmunu Dilmun Burial Mounds                                                          |         | Al-Muhafazat asz-Szimalijja          | Kulturowe (iii, vi)     | —             | 2019 |         |

## Obiekty na Liście Informacyjnej
| # | Obiekt | Zdjęcie | Lokalizacja                         | Typ (wraz z kryteriami) | Obszar (w ha) | Rok  | Nr ref. |
| - | --- | ------- | ----------------------------------- | ----------------------- | ------------- | ---- | ------- |
| 1 | Osada górnictwa naftowego Awali Awali oil settlement                                                                                            |         | Awali, Al-Muhafazat al-Dżanubijja   | Kulturowe (ii, iv)      | —             | 2019 |         |
| 2 | Manama – miasto handlu, wielokulturowości i współistnienia pokojowego religii Manama, City of Trade, Multiculturalism and Religious Coexistence |         | Manama, Muhafaza stołeczna          | Kulturowe (ii, iii)     | —             | 2018 |         |
| 3 | Pole tumulusów koło Hamad Hamad Town Tumuli Moundfield                                                                                          |         | Al-Muhafazat al-Wusta               | Kulturowe               | —             | 2001 |         |
| 4 | Park Dziedzictwa Saar Saar Heritage Park |         | Saar, Al-Muhafazat asz-Szimalijja   | Kulturowe               | —             | 2001 |         |
| 5 | Świątynia w Barbar Barbar Temple |         | Barbar, Al-Muhafazat asz-Szimalijja | Kulturowe               | —             | 2001 |         |
| 6 | Rezerwat archipelagu Hawar Hawar Islands Reserve                                                                                                |         | Al-Muhafazat al-Dżanubijja          | Przyrodnicze (vii, ix)  | —             | 2001 |         |